# الجمعية العلمية السعودية للعلوم الفيزيائية
الجمعية العلمية السعودية للعلوم الفيزيائية، هي أحدى الجمعيات في المملكة العربية السعودية وهي تابعة للجامعة الملك خالد أنشئت عام 1422 هـ/2002 م ، وتهدف الجمعية إلى تهيئة سبل التواصل بين المهتمين بمجالات العلوم الفيزيائية المختلفة من خلال عقد وتنظيم الندوات والمؤتمرات في مجال العلوم الفيزيائية وفي طرق تدريس الفيزياء، وتسعى أيضا إلى دعم وتعزيز التعاون بين الباحثين في مجالات العلوم الفيزيائية المختلفة داخل المملكة وخارجها.

## اهتماماتها
تهتم الجمعية بالفيزياء بجميع تخصصاتها والعلوم المرتبطة بتخصص الفيزياء والتي يمكن أن تسهم في تطوير الفيزياء من الناحية النظرية أو التطبيقية

## أمثلة
- الفيزياء الطبية
- الفيزياء الحيوية
- الكيمياء الفيزيائية
- الرياضيات التطبيقية
- علوم علمية
- علوم البصريات وغيرها[2]

## أقسام
تنقسم الجمعية إلى ثلاثة أقسام:
- قسم المعلمين
- القسم الطلابي
- المجموعات البحثية[2]

## أهدافها
- العمل على تطوير الأداء المؤسسي للجمعية لترسيخ مكانتها الاعتبارية كجمعية مهنية ذات بعد وطني وإقليمي وعالمي.
- العمل على بناء علاقات استراتيجية فاعلة مع صناع القرار ومع الشخصيات الاعتبارية وكذلك مع مختلف مؤسسات المجتمع بالقطاعين الحكومي والخاص، المؤثرة والمتأثرة بتطور العلوم الفيزيائية.
- تأكيد أهمية العلوم الفيزيائية ودورها الرائد في تنمية المجتمعات وتقدمها ودعم الاقتصاد المبني على المعرفة.
- رفع مستوى ثقافة المجتمع حول العلوم الفيزيائية بشتى طرق الاتصال المتاحة.
- توفير سبل الدعم العلمية أو المعنوية أو المادية أو الإعلامية للمتخصصين المهنيين والمهتمين بالعلوم الفيزيائية.
- رفع كفاءة تعليم وتعلم العلوم الفيزيائية في التعليم العالي والعام.
- دفع عجلة البحث العلمي في مختلف تخصصات العلوم الفيزيائية وتحفيز التنافس المحمود بين المتخصصين على المستويين المحلي والدولي[2]